# Chylomicron
Een chylomicron is de grootste lipoproteïne en bestaat uit 99 procent vet en een enkele procent eiwit. Deze deeltjes transporteren vetten vanuit de darm via de lymfe en het bloed naar de rest van het lichaam.

Structuur van een chylomicron
ApoA, ApoB, ApoE = apolipoproteïnen; T = triglyceriden; C = cholesterol; groen = fosfolipiden

Deze lipoproteïnen zijn de transporteiwitten van de in de darmwandcellen en in het bijzonder de darmvlokken aangemaakte triglyceriden met vetzuren van meer dan twaalf koolstofatomen. De deeltjes met een diameter van ongeveer één micrometer heten chylomicronen en bestaan uit triglyceriden, fosfolipiden, cholesterol en eiwitten. Deze eiwitten zijn nodig om de vetachtige stoffen te vervoeren in de lymfe en het bloed, omdat beiden vooral uit water bestaan. De chylomicronen worden afgegeven aan de lymfevaten van de darmvlokken, waarna ze via de grote borstbuis in het bloed komen. In het bloed worden er triglyceriden onttrokken aan de chylomicronen door de werking van lipoproteïnelipase. Hierdoor worden ze afgebroken tot voorstadia van VLDL (very-low-density-lipoproteïnen) en HDL (high-density-lipoproteïnen), die vervolgens naar de lever worden getransporteerd voor verdere afbraak.